# 施米特瓦瑟河

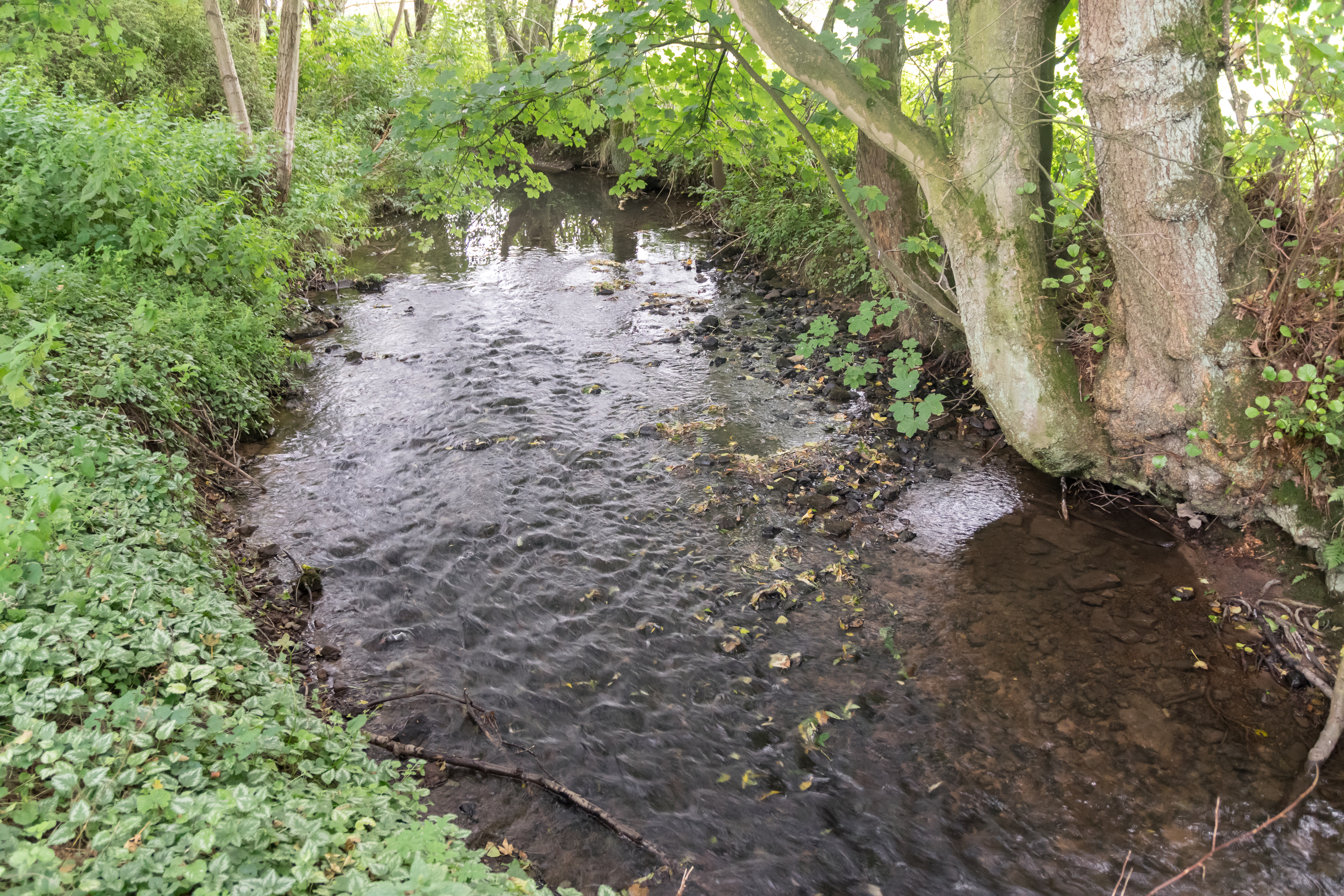

51°39′32.77″N 8°53′27.09″E / 51.6591028°N 8.8908583°E
施米特瓦瑟河（德語：Schmittwasser），是德國的河流，位於該國西部，處於北萊茵-威斯特法倫州，屬於紹爾河的右支流，河道全長8.8公里，流域面積29.4平方公里。